# 芽虎耳草
芽虎耳草（学名：Saxifraga gemmigera）为虎耳草科虎耳草属下的一个种。

## 扩展阅读
- 維基物種上的相關：芽虎耳草